# Siemion Skaczkow
Siemion Andriejewicz Skaczkow (ros. Семён Андреевич Скачков, ur. 16 stycznia?/29 stycznia 1907 w Charkowie, zm. 24 lutego 1996 w Moskwie) – radziecki polityk, członek KC KPZR (1971–1986), Bohater Pracy Socjalistycznej (1977).

## Życiorys
W 1930 ukończył Charkowski Instytut Inżynieryjny, później pracował w charkowskiej fabryce parowozów jako inżynier, zastępca kierownika i kierownik warsztatu i główny metalurg. Od 1936 członek WKP(b), w 1941 organizator partyjny KC WKP(b) w fabryce nr 183, kierował ewakuacją fabryki z Charkowa do Niżnego Tagiłu, w latach 1941–1945 organizator partyjny KC WKP(b) w fabryce wagonów w Niżnym Tagile, 1945–1946 dyrektor fabryki dieslowskiej w Leningradzie, 1946–1949 dyrektor fabryki wagonów w Niżnym Tagile, 1949–1954 dyrektor fabryki traktorów w Czelabińsku. Od 1954 do maja 1957 I zastępca ministra inżynierii transportowej ZSRR, od maja 1957 do lutego 1958 przewodniczący Sownarchozu Charkowskiego Ekonomicznego Rejonu Administracyjnego, od 20 lutego 1958 do 27 maja 1983 przewodniczący Państwowego Komitetu Rady Ministrów ZSRR/Państwowego Komitetu ZSRR ds. Kontaktów Gospodarczych z Zagranicą, następnie na emeryturze. W latach 1961–1971 zastępca członka, a 1971–1986 członek KC KPZR. Deputowany do Rady Najwyższej ZSRR od 3 do 10 kadencji (1950–1984).

## Odznaczenia
- Medal Sierp i Młot Bohatera Pracy Socjalistycznej (28 stycznia 1977)
- Order Lenina (czterokrotnie)
- Order Czerwonego Sztandaru Pracy (czterokrotnie)
- Order Wojny Ojczyźnianej II klasy (16 września 1945)
- Order Czerwonej Gwiazdy (dwukrotnie – 20 stycznia 1943 i 5 sierpnia 1944)

I medale.